# Monika Skibińska
Monika Skibińska (ur. 23 kwietnia 1979) – polska judoczka.
Była zawodniczka klubów: UKS Orkan Judo Sochaczew (1991-1997), KS AZS-AWF Warszawa (1999-2003). Dwukrotna brązowa medalistka mistrzostw Polski seniorek w kategorii do 70 kg (1999, 2001). 